# Les Parisiennes (film, 1962)
Pour plus de détails, voir Fiche technique et Distribution.
Pour les articles homonymes, voir Les Parisiennes.
Les Parisiennes est un film franco-italien réalisé par Marc Allégret, Claude Barma, Michel Boisrond et Jacques Poitrenaud sorti en 1962. 

## Synopsis
Ce film à sketches se compose de quatre histoires différentes.
- Sophie - Sophie (Catherine Deneuve) est une tendre lycéenne qui fait croire à ses copines qu'elle n'est plus vierge et qu'elle a un amant. Le soir venu, incrédules, ses copines la suivent discrètement. Sophie se rend en réalité chez sa meilleure amie. Mais, pour retourner chez elle, elle passe par les toits et rentre par hasard chez un jeune guitariste pauvre (Johnny Hallyday) qui bientôt lui chante Retiens la nuit, dans un coin de sa cuisine[1],[2],[3]. C'est pour Sophie le début de sa première histoire d'amour. Le lendemain, alors que ses copines sont convaincues, elle leur ment de nouveau mais, cette fois-ci, d'une façon inverse... «Très fleur bleu 1962», commente Jean de Baroncelli, dans le journal Le Monde[4].

- Françoise - Une Parisienne élégante et sûre d'elle (Françoise Brion) accueille chez elle son amie de passage (Françoise Arnoul) à la vie amoureuse tumultueuse. Elle fait valoir son intelligence dans le choix de son vieil amant (Paul Guers). D'ailleurs, elle est certaine de la fidélité de ce play-boy. Cela agace tant son amie que celle-ci kidnappe pour un soir l'amant en question et se met en tête de le séduire[4].

- Antonia - Antonia (Dany Robin) aime toujours son mari (Jean Poiret). Dans le club de golf qu'ils fréquentent habituellement, ils rencontrent Christian Lénier (Christian Marquand) le petit ami d'Antonia quand elle avait 20 ans. Mais Antonia apprend que Lénier a dénigré son tempérament au lit. Pour le détromper, elle couche avec lui. Ne pouvant la convaincre à de nouveaux rendez-vous, Lénier, déstabilisé, offrira au golf une grande victoire au mari d'Antonia. «Du pur Sacha Guitry», commente Jean de Baroncelli, dans le journal Le Monde[4].

- Ella - Une chanteuse rigolote (Dany Saval) dans un groupe rock (les Chaussettes Noires, avec Eddy Mitchell) fait la connaissance d'un maladroit bégayeur (Darry Cowl). Sans connaître sa véritable identité, elle l'emmène à son club et le fait passer pour un cousin. C'est en réalité un magnat d'Hollywood[4]...

L'ordre des sketches a été modifié. À l'origine, les séquences sont présentées dans l'ordre inverse. Mais, étant donné l'évolution des carrières, le sketch "Sophie", avec Hallyday et Deneuve, ouvre désormais le film.

## Fiche technique
- Titre : Les Parisiennes
- Production : Francis Cosne
- Sociétés de production : Francos Films, Incei Film
- Musique : Georges Garvarentz
- Décors : Jean André
- Montage : Leonide Azar
- Pays de production :  France /  Italie
- Langue originale : français
- Format : Noir et blanc - 35 mm - 1,66:1 - Mono
- Genre : Comédie
- Durée : 105 minutes
- Affiche : Yves Thos[réf. nécessaire]
- Dates de sortie : 
  - France : 17 janvier 1962

| - Réalisation : Marc Allégret - Scénario : Marc Allégret, Francis Cosne, Roger Vadim - Photographie : Armand Thirard - Réalisation : Claude Barma - Scénario : Jacques Armand, Claude Barma, Claude Brulé - Photographie : Armand Thirard | - Réalisation : Michel Boisrond - Scénario : Michel Boisrond, Francis Cosne, Annette Wademant - Photographie : Henri Alekan - Réalisation : Jacques Poitrenaud - Scénario : Jean-Loup Dabadie - Photographie : Henri Alekan |

## Distribution
| - Catherine Deneuve : Sophie - Johnny Hallyday : Jean Allard - Elina Labourdette : Jacqueline - Gillian Hills : Theodora - Gisèle Sandré : Suzanne - Berthe Granval : Suzanne - France Anglade : Une collégienne - Danièle Évenou : Une collégienne - Paloma Matta : Une collégienne - José Luis de Vilallonga : Louis - Yves Barsacq : Le voyageur dans le train - Henri Attal : Un passager du bus - Dominique Zardi : Un passager du bus - Françoise Arnoul : Françoise - Françoise Brion : Jacqueline - Paul Guers : Michel - François Patrice : Le play-boy - Lucien Desagneaux : Voyageur à Orly | - Christian Marquand : Christian Lénier - Jean Poiret : Jean-Pierre Leroy - Dany Robin : Antonia - Bernard Lavalette : Richard - Mick Besson : Joueur de golf - André Gaillard : Réceptionniste hôtel - Darry Cowl : Hubert Parker - Dany Saval : Ella - Françoise Giret : Juliette - Anne-Marie Bellini : Une amie d'Ella - Ellen Bahl : Une amie d'Ella - Laure Paillette : Une dame au café - Olga Georges-Picot : La secrétaire - Henri Tisot : Éric - Jack Ary : Pidoux - Serge Marquand : Chauffeur de taxi - Donald O'Brien : Un touriste américain - Marius Gaidon : Le contrôleur SNCF - Jacques Champreux : Un copain d'Ella - Jacques Santi : Un copain d'Ella - Colin Drake : Un collaborateur de Parker - Les Chaussettes Noires : Les Chaussettes Noires - Eddy Mitchell : Eddy Mitchell |

## Musique
- Sam'di soir — Johnny Hallyday